# Marija Kravcova
Marija Ivanovna Kravcova (in russo Мария Ивановна Кравцова?; Omsk, 19 settembre 2000) è una ginnasta russa.

## Biografia
Campionessa europea giovanile con la squadra russa ai campionati di Minsk 2015, nel 2017 Kravcova è passata a gareggiare in Nazionale senior vincendo due titoli mondiali ai campionati di Pesaro. L'anno successivo ha ottenuto pure i suoi primi successi continentali, ottenendo due medaglie d'oro e un bronzo agli Europei di Guadalajara 2018.

## Palmarès
- Campionati mondiali di ginnastica ritmica

Pesaro 2017: oro nelle 3 palle / 2 funi e nell'all-around, argento nei 5 cerchi.
Sofia 2018: oro nell'all-around, argento nelle 3 palle / 2 funi.
- Campionati europei di ginnastica ritmica

Guadalajara 2018: oro nel concorso a squadre e nell'all-around, bronzo nei 5 cerchi.
- Europei juniores

Minsk 2015: oro nell'all-around, argento nelle 5 palle.